# Quality
Quality (в переводе с англ. — «Качество») — дебютный сольный альбом американского рэпера Талиба Квели, выпущенный лейблом Rawkus 19 ноября 2002 года. Выпустив в 2000 году совместно с Hi-Tek андерграундный альбом Train of Thought, на своём сольном альбоме он решил уйти в сторону мейнстрима, пригласив более коммерчески успешных продюсеров, среди которых Канье Уэст и DJ Quik. Несмотря на это, по звучанию альбом не был сильно мейнстримным, став смесью жёсткого хип-хопа и сэмплов соула, рока, госпела и джаза.
Альбом стал коммерчески успешным. Он поднялся на 21-ю строчку чарта Billboard 200 и на шестую строчку чарта Top R&B/Hip-Hop Albums. С альбома было выпущено 3 сингла. Один из них, композиция «Get By», стал популярным, попав в ротацию на радио и в чарт Billboard Hot 100, где он занял 77-ю строчку. Данный трек стал одним из самых известных треков музыканта.

## Предыстория
В 1998 году Mos Def и Талиб Квели в составе дуэта Black Star выпустили альбом Mos Def & Talib Kweli Are Black Star, получивший признание критиков и принёсший обоим музыкантам популярность в андерграунд хип-хоп среде. Дуэт хотел выпустить второй альбом, но Mos Def был занят на съёмках фильма «Ограбление по-итальянски». В это время Талиб Квели решил заняться другими проектами. В 2000 году он выпустил совместный с Hi-Tek альбом Train of Thought в составе дуэта Reflection Eternal. После этого он решил выпустить свой дебютный сольный альбом.

## Название
В 2002 году в интервью журналу Rolling Stone музыкант объяснил название альбома:

Это просто был лучший способ описать то, что я хотел сделать. Это самое подходящее слово. Я пытаюсь сосредоточиться на качестве, а не количестве.
Оригинальный текст (англ.)It was just the best way of trying to describe what I wanted to do. The word just fit. I'm trying to focus on quality over quantity.

По мнению журнала Billboard, название альбома (которое произносится как «Куа́лити») также является игрой слов, основанной на фамилии музыканта, которая произносится как «Куали́».

## Запись
Начав работу над альбомом, Талиб Квели решил отказаться от сотрудничества с Hi-Tek, вместе с которым он выпустил свой предыдущий альбом, Train of Thought, в пользу более мейнстримных продюсеров, чем вызвал обеспокоенность фанатов. Сам Квели в интервью 2003 года заявляет, что Hi-Tek не захотел сотрудничать с ним.
В 2001 году, когда Талиб Квели находился на студии The Cutting Room, где он работал над альбомом, в студию зашёл Канье Уэст и сказал, что его пригласил Mos Def, чтобы Канье показал ему свои инструменталы. Он также рассказал, что работал с Джермейном Дюпри над его дебютным альбомом Life in 1472 и с Beanie Sigel’ом над его дебютным альбомом The Truth. Квели сказал ему, что Мос Дэфа сейчас нет и попросил его показать ему инструменталы, поскольку ему нравились эти альбомы. Уэст показал их и Квели сразу понравились два из них, позже использованные в треках «Guerrilla Monsoon Rap» и «Good to You». Он предложил Уэсту принять участие в записи альбома. Одним из первых треков, записанных при участии Уэста, стал «Guerrilla Monsoon Rap». Квели хотел сделать из него posse cut — совместный хип-хоп-трек четырёх и более рэперов, пригласив Black Thought, Pharoahe Monch и Common’а. Black Thought, Pharoahe Monch и Талиб Квели написали свои куплеты, Канье написал для них припев, однако Common не смог принять участие в записи. Тогда было решено оставить припев, исполненный Канье. Сам Талиб Квели называет данный вариант припева «просто фантастическим».
Он продолжил работу над альбомом. Периодически к нему на студию приходил Канье и показывал новые инструменталы. Один из них, позже использовавшийся в композиции «Get By», сильно понравился Квели. По его словам, он слушал его неделю, после чего позвонил Канье и попросил разрешение на использование. Канье ответил, что он не может дать его, поскольку данный инструментал хотят использовать Мэрайя Кэри и Pharoahe Monch. Квели попросил сообщить ему о результате, но не остановился на этом:

Прошла пара недель, а я всё слушал и слушал [этот инструментал]. Мне кажется, это судьба, поскольку я не мог выкинуть этот бит из головы. Я названивал Канье и доставал его: «Слушай, что там с Мэрайей? Она перезвонила? Мне нужен этот бит. Как дела? Что там насчёт бита?». Я очень сильно постарался, чтобы достать этот бит. В конечном итоге, через месяц или два, он всё-таки ответил: «Ладно, давай запишем песню».
Оригинальный текст (англ.)A couple of weeks went by and I kept listening to it over and over again. I think it was destiny because my mind could not get off that beat. I called Kanye and harassed him for days like, ‘Look, has Mariah called you back? I need that beat. What’s up? Can I get the beat?’ I really went hard to get that beat. Finally, after a month or two, he was like, ‘Yeah, let's do the song.’

В тот же день Квели написал куплеты. Канье написал припев, после чего Квели позвал его послушать получившийся трек. Канье послушал и предложил сделать трек более похожим на госпел, пригласив Гарлемский хор мальчиков. Но от этой идеи пришлось отказаться из-за проблем с бюджетом. Тогда Квели позвонил своей подруге певице Кендре Росс, которая часто посещала церковь, и попросил её пригласить друзей из церкви. Вместе они записали припев, который использовался в альбомной версии «Get By».
Записав трек «Get By», Квели решил также создать на него ремикс, пригласив для этого Jay-Z. Однако когда Busta Rhymes узнал об этом, он также захотел принять участие. Квели не мог отказать ему, поэтому первый вариант ремикса они записали втроём. Канье Уэст и Mos Def, который пришёл на студию в день, когда была готова первая версия, узнали об этом и также захотели принять участие. Квели ответил, что хочет чтобы на ремиксе были только Jay-Z и Busta Rhymes. Когда он ушёл со студии Mos Def и Канье записали свои куплеты, добавили их в ремикс и на следующий день отнесли этот вариант к DJ Enuff, который начал крутить ремикс на радио. Через месяц Талибу Квели пришло письмо от Лайора Коэна (англ. Lyor Cohen), CEO лейбла Def Jam, в котором он требовал прекратить распространение данного ремикса. По словам Квели, Def Jam были недовольны, что их главный музыкант работает вместе с андерграундным рэпером. Данный ремикс не был выпущен официально.
Помимо Талиба Квели и Канье Уэста продюсерами альбома стали: J Dilla (как лично, так и в составе коллектива Soulquarians), DJ Quik, Megahertz, Ayatollah и DJ Scratch.
Во время работы над альбомом Квели собрал коллекцию речей времён движения за гражданские права, которые он постоянно слушал и отрывки из которых хотел добавить в альбом (от данной идеи он позже отказался). За прослушивание одной из них, речи Стокли Кармайкла, в 2002 году он был задержан в аэропорту агентами ФБР и отведён на допрос.

## Релиз
Quality был выпущен в США лейблом Rawkus Records 19 ноября 2002 года (25 ноября в Великобритании). Несмотря на то, что Талиб Квели был на тот момент андерграундным рэпером, альбом стал коммерчески успешным. Он смог подняться на 21 позицию чарта Billboard 200 и на шестую позицию чарта Top R&B/Hip-Hop Albums.
С альбома было выпущено три сингла: «Good to You» с «Put It in the Air» на стороне «B», «Waitin’ For The DJ» с «Guerilla Monsoon Rap» на стороне «B» и «Get By». Первые два не стали популярными. Рэпер предложил выпустить «Get By» в качестве третьего сингла, но лейбл отказался, заявив, что композиция слишком андерграундная и что она не станет популярной, как и два других сингла. Тогда Квели вместе со своим менеджером отпечатали небольшую партию виниловых пластинок с синглом, которые они раздали радиодиджеям. Изначально им помог DJ Enuff, после чего им также решили помочь коллектив радиостанции Power 106 и ещё несколько диджеев, в результате чего сингл «Get By» стал популярным и позже был выпущен лейблом Rawkus более широким тиражом. Он попал в ротацию некоторых радиостанций США, а потом — и в чарт Billboard Hot 100, где занял 77 строчку. Помимо этого, на данный трек был выпущен ремикс, записанный совместно с Jay-Z, Канье Уэстом, Мос Дэфом и Бастой Раймс, и был снят клип. Композиция «Get By» стала одним из самых известных треков музыканта и самой успешной сольной композицией Квели.
После выхода альбома Талиб Квели отправился в концертный тур, куда взял Канье Уэста, помогавшего ему с продюсированием альбома. На тот момент Канье считался талантливым продюсером, но никто не считал его рэпером. Концерты, проведённые в рамках тура, во время которых Квели разрешал Уэсту выступать вместе с ним на сцене, стали одними из первых публичных выступлений Уэста в качестве рэпера. Позже он неоднократно признавался, в том числе в композиции «Last Call» со своего дебютного альбома College Dropout, что благодарен Талибу Квели за это.

## Критика
| Совокупная оценка | Совокупная оценка |
| Источник          | Оценка            |
| ----------------- | ----------------- |
| Metacritic        | 79/100            |
| Оценки критиков   |                   |
| Источник          | Оценка            |
| AllMusic          | [ 27 ]            |
| Alternative Press | 3.5/5             |
| The A.V. Club     | A                 |
| Blender           | [ 30 ]            |
| HipHopDX          | 4/5               |
| Pitchfork         | 9.1/10            |
| PopMatters        | [ 1 ]             |
| Q                 | [ 31 ]            |
| Роберт Кристгау   | [ 32 ]            |
| Rolling Stone     | [ 33 ]            |
| Spin              | 8/10              |
| Stylus Magazine   | B                 |
| Uncut             | [ 36 ]            |
| Vibe              | [ 37 ]            |

### На момент выхода
Quality был в целом положительно принят критиками. Большинство из них отметило звучание альбома. На сайте Metacritic на основе 19 рецензий он получил оценку 79 из 100.
AllMusic поставил альбому оценку 4,5 из 5, назвав альбом «отличным», отметив «более красочную музыкальную палитру» и заявив что «это один из лучших рэп альбомов года, несмотря на обилие конкурентов». Alternative Press поставил альбому оценку 3,5 из 5, отметив, что альбом «слишком близок к мейнстриму». The A.V. Club поставил альбому оценку «A» («отлично»), отметив глубину текстов Талиба Квели и продакшн Канье Уэста. Blender поставил альбому оценку 4 из 5, отметив его «звуковое разнообразие» и заявив, что альбом «полон острот». HipHopDX поставил оценку 4 из 5, отметив, что «Quality — смесь битов и рифм, которая служит примером того, чем является хип-хоп сегодня». Pitchfork поставил альбому оценку 9,1 из 10, заявив: «Что делает этот альбом одним из лучших альбомов года это сочетание зрелости и радости — двух эмоций, слабо представленных в жанре, и ещё реже совместно». PopMatters поставил оценку 9 из 10, отметив: «Quality ясно показывает, что подход Квели к слушателям — оставаться верным самому себе, расширяя при этом музыкальную палитру, включив в неё более радостные соул-припевы и эмоциональные R&B мотивы. Этот подход похож скорее не на попытку приблизиться к тому, что популярно сегодня, а на желание объединить стиль Квели с музыкой всех периодов, которые он любит». Rolling Stone поставил оценку 4 из 5, отметив продюсеров альбома Джей Диллу и Канье Уэста и заявив, что на альбоме Квели «плавно объединяет материальный мир и политику». Spin поставил альбому оценку 8 из 10, отметив, что «использование мейнстримных продюсеров вроде Канье Уэста <…> — рискованная затея. Но Квели справился, зачитав свои запутанные фразы поверх высокосортных битов». Stylus Magazine поставил альбому оценку «B» («хорошо»), отметив, что «Quality — очень противоречивый альбом. С одной стороны, большинство композиций близки к уровню изумительных, как продакшном, так и рифмами. С другой стороны, некоторые композиции просто скучные и мутные». Uncut поставил альбому оценку 3 из 5, назвав альбом «лирически мощным» и «свободным от клише». Vibe поставил оценку 4,5 из 5, отметив «мощную» манеру читки Квели и что «на своём блестящем дебютном сольном альбоме Квели ясно даёт понять, что ему важна музыка».
Однако помимо хвалебных рецензий несколько критиков прохладно отозвались об альбоме. Роберт Кристгау поставил оценку «dud» («неразорвавшаяся бомба», неудачная запись). Журнал Q поставил оценку 2 из 5, назвав звучание альбома «блеклым и лишённым воображения».
Ряд изданий поместили Quality в свои списки лучших альбомов 2002 года. Pitchfork поместил его на 41-е место в списке 50 лучших альбомов 2002 года. Один из редакторов сайта PopMatters, Дейв Хитон (англ. Dave Heaton), поместил альбом на второе место в своём списке 10 лучших альбомов 2002 года. Сайт HipHopDX также поместил альбом в список 20 лучших альбомов 2002 года.
Журнал Billboard назвал «Get By» лучшим синглом 2003 года, отметив: «в мире после 11 сентября немногие хип-хоп песни рассказывают о проблемах, которые мы переживаем каждый день. „Get By“ сделала именно это».

### Ретроспективная
Композиция «Get By» и ремикс на неё попали сразу в несколько списков лучших песен. Журнал Complex поставил ремикс на 84-е место в списке 100 лучших песен, выпущенных за время существования журнала (2002—2012). Pitchfork поместил «Get By» сразу в три списка: сам трек на 77-е место в списке 100 лучших синглов 2000—2004 годов, ремикс на него на 171-е место в списке 500 лучших треков 2000-х и сам трек в неранжированный список 500 лучших песен в книге The Pitchfork 500.

## Список композиций
| №                   | Название                                                                           | Текст песни                                            | Музыка                        | Длительность |
| ------------------- | ---------------------------------------------------------------------------------- | ------------------------------------------------------ | ----------------------------- | ------------ |
| 1.                  | «Keynote Speaker»                                                                  | Талиб Квели, Дэйв Шапелл                               | Eric Krasno                   | 2:14         |
| 2.                  | «Rush»                                                                             | Талиб Квели, Элвин Джойнер                             | Megahertz                     | 3:42         |
| 3.                  | «Get By»                                                                           | Талиб Квели, Канье Уэст, Нина Симон                    | Канье Уэст                    | 3:47         |
| 4.                  | «Shock Body»                                                                       | Талиб Квели                                            | DJ Scratch                    | 3:49         |
| 5.                  | «Gun Music» (совместно с Cocoa Brovaz)                                             | Талиб Квели, Текомин Уильямс, Даррелл Йейтс            | Талиб Квели                   | 3:45         |
| 6.                  | «Waitin’ For The DJ» (совместно с Bilal)                                           | Талиб Квели, Билал Оливер                              | Dahoud Darien                 | 4:03         |
| 7.                  | «Joy» (совместно с Mos Def)                                                        | Талиб Квели, Данте Смит                                | Ayatollah                     | 4:14         |
| 8.                  | «Talk to You (Lil’ Darlin’)»                                                       | Талиб Квели                                            | The Soulquarians, Талиб Квели | 5:00         |
| 9.                  | «Guerrilla Monsoon Rap» (совместно с Black Thought, Pharoahe Monch и Канье Уэстом) | Талиб Квели, Тарик Троттер, Трой Джемерсон, Канье Уэст | Канье Уэст                    | 4:13         |
| 10.                 | «Put It in the Air» (совместно с DJ Quik)                                          | Талиб Квели, Дэвид Блейк                               | DJ Quik                       | 4:56         |
| 11.                 | «The Proud»                                                                        | Талиб Квели                                            | Ayatollah                     | 5:06         |
| 12.                 | «Where Do We Go» (совместно с Res)                                                 | Талиб Квели, Шарис Баллард                             | J Dilla                       | 3:58         |
| 13.                 | «Stand to the Side» (совместно с Novel и Vinia Mojica)                             | Талиб Квели, Алонзо Стивенсон, Виниа Моджика           | J Dilla                       | 6:32         |
| 14.                 | «Good to You»                                                                      | Талиб Квели                                            | Канье Уэст                    | 4:21         |
| 15.                 | «Won't You Stay» (совместно с Kendra Ross)                                         | Талиб Квели, Кендра Росс                               | Supa Dave West                | 5:25         |
| Общая длительность: | Общая длительность:                                                                | Общая длительность:                                    | Общая длительность:           | 65:13        |

## Чарты
| Чарт (2002)            | Высшая позиция |
| ---------------------- | -------------- |
| Billboard 200          | 21             |
| Top R&B/Hip-Hop Albums | 6              |

| Песня                | Чарт (2002)           | Высшая позиция |
| -------------------- | --------------------- | -------------- |
| «Good to You»        | Hot R&B/Hip-Hop Songs | 95             |
| «Waitin’ For The DJ» | Hot R&B/Hip-Hop Songs | 77             |
| Песня                | Чарт (2003)           | Высшая позиция |
| «Get By»             | Billboard Hot 100     | 77             |
| «Get By»             | Hot R&B/Hip-Hop Songs | 29             |
| «Get By»             | Hot Rap Songs         | 16             |